# Lugaid mac Lóegairi
Lugaid mac Lóegairi (m. c. 507) fue un Alto rey de Irlanda. Era nieto de Niall de los Nueve Rehenes.
Uno de los supuestos doce hijos de Lóegaire mac Néill, su madre fue Angias, hija de (Ailill) Tassach de los Uí Liatháin. Comparado con su padre, que aparece de manera destacada en las hagiografías de San Patricio, Lugaid es una figura menor.
Antes de su nacimiento, se menciona en la Vita tripartita de San Patricio, que este maldijo a los descendientes de Lóegaire de modo que nunca disfrutarían el trono. Su madre, de quien se dice que estaba embarazada de Lugaid en aquella época, suplicó a Patricio que levantara la maldición. Esto él , presuntamente diciendo: "Hasta que se oponga a mi, no le maldeciré."
Según la lista de rey más temprana, la del Baile Chuinn Chétchathaig, compilado en el reinado de Fínsnechta Fledach (muerto c. 695), Lugaid fue rey después de Ailill Molt.  Algunos de los anales irlandeses posteriores informan que formaba parte de una alianza que derrotó y asesinó a Ailill, pero los Anales de Úlster únicamente informan de su muerte en 507, quizás en la batalla de Ard Corainn. Su aparente inactividad mientras los anales están llenos de las hazañas de sus parientes Coirpre mac Néill y de Muirchertach Macc Ercae es un enigma.
Según la Vita tripartita, Lugaid fue asesinado por un rayo de los cielos cuándo se mofó de Patricio en un sitio más tarde conocido como Achad Forchai. Admitiendo que esta asociación con Patricio no es original, se cree que esta cuenta preserva una memoria de algún relato que implica la muerte de Lugaid por un relámpago, haciendo de él uno de varios antiguos reyes irlandeses, entre ellos su padre, que se cree murió de forma sobrenatural. Los Anales de los Cuatro Maestros citan un poema posterior en su informe de la muerte de Lugaid: "En Achadh Farcha belicoso,/ la muerte del hijo de Laeghaire, Lughaidh, sucedió,/ Sin oración en el cielo o aquí,/ un pesado haz de relámpago le golpeó."
Según las listas de reyes, Lugaid fue sucedido por Muirchertach Mac Ercae.